# Ucza Lobżanidze
Ucza Lobżanidze, gruz. უჩა ლობჟანიძე (ur. 23 lutego 1987 w Giorgeti, Gruzińska SRR) – gruziński piłkarz, grający na pozycji obrońcy, reprezentant Gruzji.

## Kariera piłkarska

### Kariera klubowa
Wychowanek klubu Dinamo Tbilisi, w którym rozpoczął karierę piłkarską. Potem występował w gruzińskich zespołach Dinamo Batumi i SK Zestaponi. Na początku 2010 został piłkarzem Dnipra Dniepropetrowsk, podpisując 4-letni kontrakt. Latem 2011 został wypożyczony do Krywbasa Krzywy Róg, w którym występował do lata 2013. Po wygaśnięciu kontraktu z czerwcu 2014 został piłkarzem Omonii Nikozja. W 2015 roku wrócił do Dinama Tbilisi.

### Kariera reprezentacyjna
W 2008 zadebiutował w narodowej reprezentacji Gruzji. Łącznie rozegrał 34 mecze. Wcześniej występował w młodzieżowej reprezentacji Gruzji.

## Sukcesy i odznaczenia

### Sukcesy klubowe
- mistrz Gruzji: 2005
- zdobywca Pucharu Gruzji: 2008

### Sukcesy indywidualne
- najlepszy obrońca Mistrzostw Gruzji: 2007/08